# Catovirus
Catovirus — рід велетенських дволанцюгових ДНК-вмісних вірусів. Виявлений під час аналізу метагеноми зразків донних відкладень резервуарів станції очистки стічних вод у місті Клостернойбург в Австрії. Вірус має великий геном з 1,53 млн пар основ (1176 генів). Вміст GC становить 26,4%. Разом з Catovirus, у цих стічних водах описані також нові віруси Klosneuvirus, Hokovirus та Indivirus. Класифікація метагенома, що зроблена за допомогою аналізу 18S рРНК, що їхні господарі відносяться до найпростіших типу Cercozoa.